# Gesellschaft für Geschichte des Branntweins
Die Gesellschaft für Geschichte des Branntweins e. V. (GGBW) ist ein gemeinnütziger Verein zur Förderung, Erforschung und Dokumentation der Kultur- und Wirtschaftsgeschichte der Brennereien und Likörfabriken mit Sitz in Bonn.

## Vereinszweck
Ziel des Vereins ist es, die Geschichte und Kultur des Branntweins zu erforschen und die dabei gewonnenen Erkenntnisse zu teilen und zu publizieren.

## Mitglieder
Er umfasst bei seinen Mitgliedern natürliche Personen, ein Brennereimuseum, 6 Verbände und die Versuchs- und Lehranstalt für Brauerei (VLB).

## Arbeitskreise
Der Verein hat die Arbeitskreise Branntweinmuseen, Branntweinmonopol, Konsum, Verbände und Branntwein in der Literatur.

## Geschichte
Der Verein wurde am 15. Dezember 2018  gegründet. Er steht in der Tradition der von Max Delbrück gegründeten „Gesellschaft für Geschichte und Bibliographie des Alkohols“. Es versammelten sich 14 Personen aus der Spirituosenbranche, der Wissenschaft und der VLB.
Die Gründungsversammlung fand im Sitzungssaal des Landwirtschaftsausschusses des Deutschen Bundestages statt. Teilgenommen haben Kurt Sartorius, Peter Pilz, Ralf Hapke, Günter Esser, Hans Reinhard Seeliger, Theo Ligthart, Klaus Fissler, Wiebke Künnemann und Siegbert Hennig – sowie Martin Empl, Detlef Fritz, Andrea Bätz, Alois Gerig, Werner Albrecht, Franz Donauer, Martin Kieffer, Harald Brugger und Gundolf Ströhmer.
Bei der Mitgliederversammlung 2021 wurde beschlossen, die Aktivitäten des Vereins auf den gesamten deutschsprachigen Raum auszuweiten. Sie fand im Schwäbischen Schnapsmuseum in Bönnigheim statt, das die größte alkoholgeschichtliche Sammlung Deutschlands besitzt. Es kooperiert eng mit dem Museum Arzney-Küche, das sich bundesweit als einziges Museum mit dem Thema „Verwendung von Alkohol als Wirkstoff, Lösungsmittel und Konservierungsstoff in der Medizin“ auseinandersetzt. Ein Thema, das auch für die GGBW eine große Rolle spielt.

## Kritik
In der Mitgliedschaft befindet sich mit der VLB auch eine Organisation, die sich bisher noch nicht mit der eigenen NS-Vergangenheit beschäftigt hat.